# Woodseaves
Woodseaves – wieś w Anglii, w hrabstwie Staffordshire, w dystrykcie Stafford, w civil parish High Offley. Leży 13 km na zachód od miasta Stafford i 209 km na północny zachód od Londynu. W 2015 miejscowość liczyła 666 mieszkańców.